# Сингида
Сингида (суахили и англ. Singida) — город в центральной части Танзании, административный центр одноимённой области, а также одноимённых городского и сельскогоокругов.

## Географическое положение
Город находится в северной части области, на южном берегу одноимённого озера, на расстоянии приблизительно 540 километров к западу-северо-западу (WNW) от столицы страны Дар-эс-Салама. Абсолютная высота — 1 546 метров над уровнем моря.

## Население
По данным официальной переписи 2002 года, население составляло 57 904 человек.
Динамика численности населения города по годам:
| 1978   | 1988   | 2002   | 2012   |
| ------ | ------ | ------ | ------ |
| 29 258 | 39 598 | 57 904 | 72 905 |

## Транспорт
К западу от города расположен небольшой одноимённый аэропорт (ICAO: HTSD). Также в Сингиде имеется железнодорожная станция, являющаяся конечной на одноимённой железнодорожной ветке.

## Города-побратимы
- Зальцбург[5] (нем. Salzburg), Австрия